# Matthias X. Oberg
Matthias X. Oberg (* 13. September 1969 in Hamburg) als Matthias Xanthippe Oberg ist ein deutscher Regisseur und Drehbuchautor.

## Biografie
Nach dem Abitur arbeitete M.X. Oberg als Schlafwagenschaffner bei der Wagon Lits. Damit finanzierte er seinen Kurzfilm Dreaming is a Private Thing, der auf der gleichnamigen Short Story von Isaac Asimov basiert. Seine Erlebnisse als Schlafwagenschaffner hat M.X. Oberg zu einem Drehbuch verarbeitet und 1994 in den Litauischen Studios in Vilnius sowie in Italien verfilmt. So entstand sein erster Kinofilm Unter der Milchstraße, mit Fabian Busch und Sophie Rois in den Hauptrollen. Der Film hatte seine Premiere auf dem Max Ophüls Festival, gewann dort den Preis des saarländischen Ministerpräsidenten und lief anschließend auf dem Toronto International Film Festival. 1997 erhielt Oberg den Förderpreis des Landes Nordrhein-Westfalen für junge Künstlerinnen und Künstler.
Seinen zweiten Kinospielfilm Undertaker’s Paradise, drehte M.X. Oberg 1999 in Wales mit Ben Gazzara in der Hauptrolle. Die schwarze Komödie um einen deutschen Bestatter, dargestellt von Thomas Schmauser, der sich mit einem amerikanischen Jazzmusiker anfreundet, wurde von Buena Vista unter dem Titel Ein todsicheres Geschäft in die Kinos gebracht und hatte seine Weltpremiere auf dem Festival Internacional de Cine de San Sebastián.
Mit Stratosphere Girl realisierte M.X. Oberg seinen dritten Kinofilm als deutsch-schweizerische Koproduktion. Die Geschichte um eine blonde Hostess, die im Nachtleben von Tokyo einem Verbrechen auf die Spur kommt, hatte 2004 Premiere auf der Berlinale in der Sektion Panorama. Die Musik zu diesem Mystery-Thriller schrieb der norwegische Jazz-Trompeter Nils Petter Molvær.
In seinem ersten Dokumentarfilm Ein Ton Blau setzt sich M.X.Oberg mit der Entstehung und Wahrnehmung von Kunst auseinander. Diese 2008 bis 2010 gedrehte Feldforschung beschäftigt sich mit Museumsdirektoren wie Eugen Blume, Sammlern wie Harald Fackenberg, Künstlern wie Joseph Beuys, Yves Klein und Jonathan Meese und wurde 2011 auf dem Dokumentarfilmfest in Kassel uraufgeführt.
2015 drehte M.X. Oberg in Italien und den MMC Studios den Thriller Zazy mit Ruby O. Fee und Paul Boche  in den Hauptrollen. Die Musik zu dem Film, der am 1. Oktober 2016 seine Premiere auf dem Filmfest Hamburg hatte, wurde von Simon Rummel komponiert.

## Filmografie
- 1994: Ein herrlicher Tag für Bananenfisch (Kurzfilm)
- 1995: Unter der Milchstraße
- 2000: Ein todsicheres Geschäft (Undertaker’s Paradise)
- 2004: Stratosphere Girl
- 2008: Die Frau am Horizont
- 2009: Ein Ton Blau (Dokumentarfilm)
- 2010: Blitz trifft Hirsch
- 2016: Zazy
- 2018: Die große und die kleine Liebe
- 2022: Tatort: Murot und das Gesetz des Karma
- 2024: Tatort: Murot und das 1000-jährige Reich